# Kądzielno
Kądzielno [kɔnˈd͡ʑelnɔ] (tiếng Đức: Heinrichshof) là một ngôi làng thuộc khu hành chính của Gmina Kołobrzeg, thuộc hạt Kołobrzeg, West Pomeranian Voivodeship, ở phía tây bắc Ba Lan. Nó nằm khoảng 5 kilômét (3 mi) về phía đông của Kołobrzeg và 110 km (68 mi) về phía đông bắc của thủ đô khu vực Szczecin.
Trước năm 1945, khu vực này là một phần của Đức. Đối với lịch sử của khu vực, xem Lịch sử của Pomerania.
Ngôi làng có dân số 350 người.